# Klaus Schulze (pallanuotista)
Klaus Schulze (Lipsia, 17 ottobre 1936) è un ex pallanuotista tedesco orientale.
Ha fatto parte della Squadra Unificata Tedesca ai Giochi di Tokyo 1964.